# Tjikola

Tjikola (ryska Чикола́) är en ort i Nordossetien i Ryssland. Folkmängden uppgick till 6 835 invånare i början av 2015. Tjikola grundades 1852.